# Мончестино
Мончестино (итал. Moncestino) — коммуна в Италии, располагается в регионе Пьемонт, в провинции Алессандрия.
Население составляет 239 человек (2008 г.), плотность населения составляет 37 чел./км². Занимает площадь 6 км². Почтовый индекс — 15020. Телефонный код — 0142.
В коммуне 15 августа особо празднуется Успение Пресвятой Богородицы.

## Демография
Динамика населения:

## Администрация коммуны
- Официальный сайт: